# 슈쿠가와역
슈쿠가와역(일본어: 夙川駅, しゅくがわえき)은 일본 효고현 니시노미야시에 있는 한큐 전철의 역이다. 고베 본선과 고요 선의 환승역으로 이 중 고요 선은 당역을 시발역으로 한다. 역 번호는 HK-09이다.
과거에는 주간 속달 열차는 통과했었으나 2006년 10월 28일부터 모든 영업 열차가 정차하게 되었다.
2003년도, 제4회 긴키의 역 백선에 선출되었다.

## 역사
- 1920년 7월 16일: 한신 급행 전철로 한큐 고베 본선 개통과 동시에 개업.
- 1924년 10월 1일: 한큐 고요 선의 개통으로 환승역이 됨.
- 1943년 10월 1일: 회사 합병으로 게이한신 급행전철의 역이 됨.
- 1973년 4월 1일: 회사명 변경에 의하여, 한큐 전철의 역이 됨.
- 1987년 12월 14일: 쾌속 급행 정차역이 됨.
- 1995년
  - 1월 17일: 효고현 남부 지진(한신・아와지 대지진)으로 재해, 영업 정지가 되고 역 남쪽에 있던 5층의 "슈쿠가와 한큐 빌딩"은 붕괴됨. 또한, 지진 발생 시 본 역에 보통의 스마우라코엔 행(7000계 6량 편성)이 정차했음.
  - 3월 1일: 고요 선 완전 복구.
  - 4월 7일: 고베 본선의 당역 ~ 오카모토 역 구간이 복구되어 이 구간에서 보통 열차의 정기 왕복 운행 개시.
  - 6월 1일: 오카모토 ~ 미카게 역 구간이 복구되어 당역 ~ 고베 고속 철도 신카이치 역 구간에서 보통 열차의 정기 왕복 운행 개시.
  - 6월 12일: 니시노미야키타구치 ~ 당역 구간이 복구되고 한큐 고베 선은 전 노선이 개통됨.
- 2003년 3월 27일: 엘리베이터 2기의 신설과 화장실의 중건 공사의 완성으로 이 날부터 사용 개시.
- 2006년 10월 28일: JR 고베 선에 사쿠라슈쿠가와역이 개업함으로써 특급, 통근특급 종일 정차 개시. 이로써, 승강장은 10량 편성 대응으로 연장됨.
- 2007년
  - 2월 8일: 새로운 서비스 센터가 완성되어 영업 개시.
  - 4월 27일: 새 매점(세이조이시이, 후레쓰카후에 STATION)이 개점함.
- 2013년 12월 21일: 역 번호 도입.

## 역 구조
고베 본선용 상대식 승강장 2면 2선과 고요 선용 단선 승강장 1면 1선의 지상역이다. 고베 본선의 오사카 방면 승강장 북쪽에는 고요 선 승강장이 수직으로 뻗어 있다. 과거에는 고요 선도 2선 있었지만, 서쪽의 선로는 철거되고 터는 서비스 센터와 매점(세이조이시이, 다방 "후레쓰카후에 STATION")의 부지로 있다.
역사(개찰구)는 남북 쌍방에 있고 남쪽 개찰구에만 역무원이 배치되어 있다. 각 승강장은 동쪽에 설치된 지하도에서 연결되고 엘리베이터도 설치되어 있다. 또한, 고베 본선 승강장은 동쪽의 일부에서 슈쿠 강을 넘고 있으며, 고요 선 승강장은 슈쿠 강 서안에 위치한다.
역의 북서쪽(북쪽 개찰구 앞)에는 고베 본선과 고요 선을 잇는 연결선과 고베 쪽으로 늘어나 있는 입환선이 있다. 이들을 이용하여 고요 선 열차는 니시노미야 차고 입출고를 한다.
화장실은 오사카 방면 승강장의 계단 부근에 있어, 오스토 메이트 대응의 다목적 화장실도 병설되어 있다. 우메다 행 승강장에 있는 작은 연못에는 복수의 잉어가 헤엄치고 있다.

### 승강장
| 승강장 번호 | 번호 | 노선        | 방향 | 행선                                                       |
| ----------- | ---- | ----------- | ---- | ---------------------------------------------------------- |
| 1           | 4    | ■ 고베 본선 | 하행 | 고베 (산노미야)・롯코・신카이치・산요 전철선 방면          |
| 2           | 5    | ■ 고베 본선 | 상행 | 오사카 (우메다)・니시노미야키타구치・교토・다카라즈카 방면 |
| 3           | 3    | ■ 고요 선   |      | 쿠라쿠엔구치・고요엔 방면                                  |

- 실제의 역 구내에는 승강장 번호표가 존재하지 않는다. 고베 본선 승강장의 발차표가 반전 플랩식에서 LED식의 것으로 업데이트된 이후에도 역 번호 부분은 공백으로 알려져 있다(한큐 전 노선에서 유일한 예). 이는 3번 선이 고요 선 승강장, 4,5번 선이 고베 본선용 승강장, 6번 선이 고요 선의 입환선으로, 1,2번 선이 결번된 것 때문으로 풀이된다.

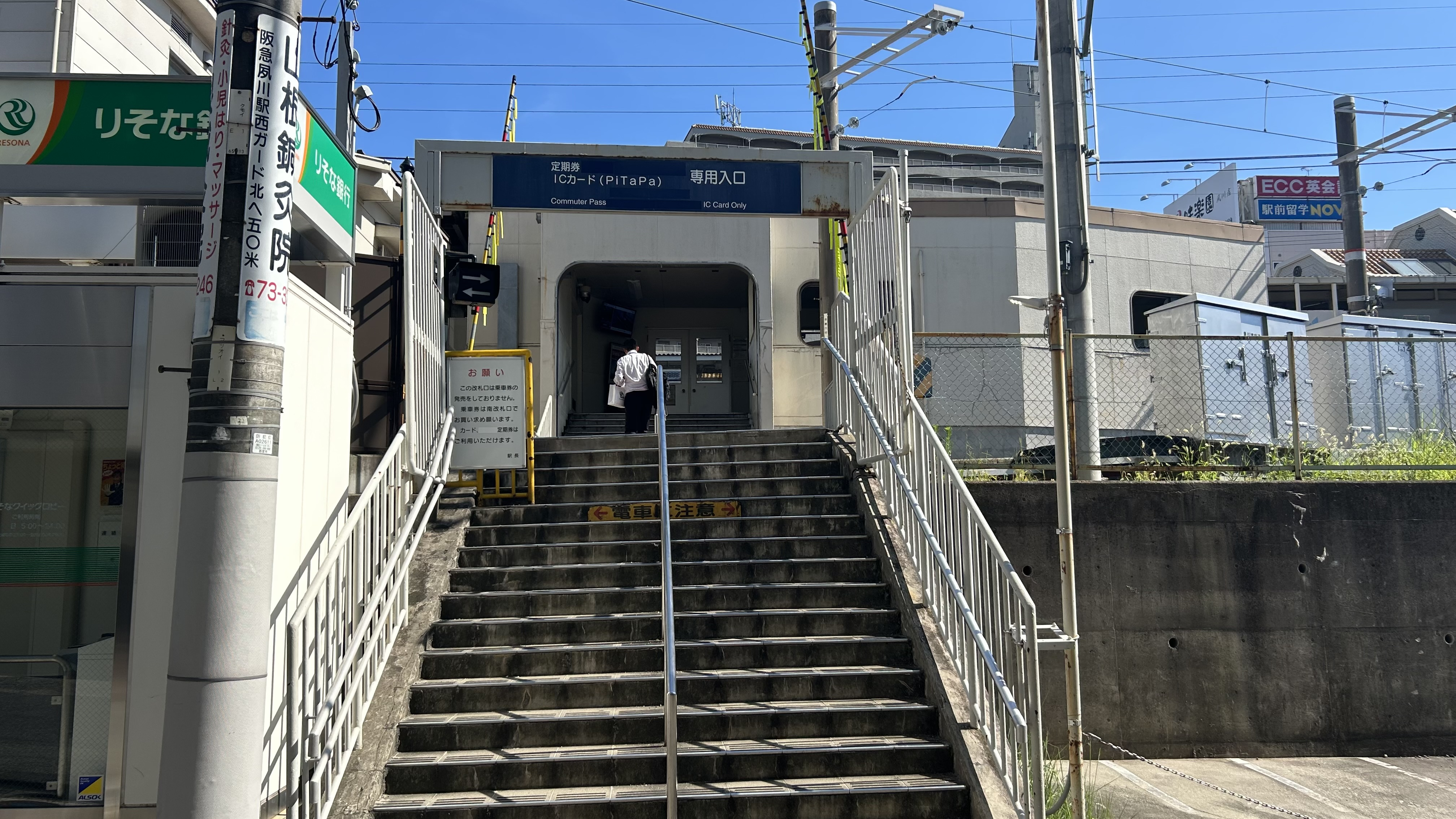
북쪽 출입구
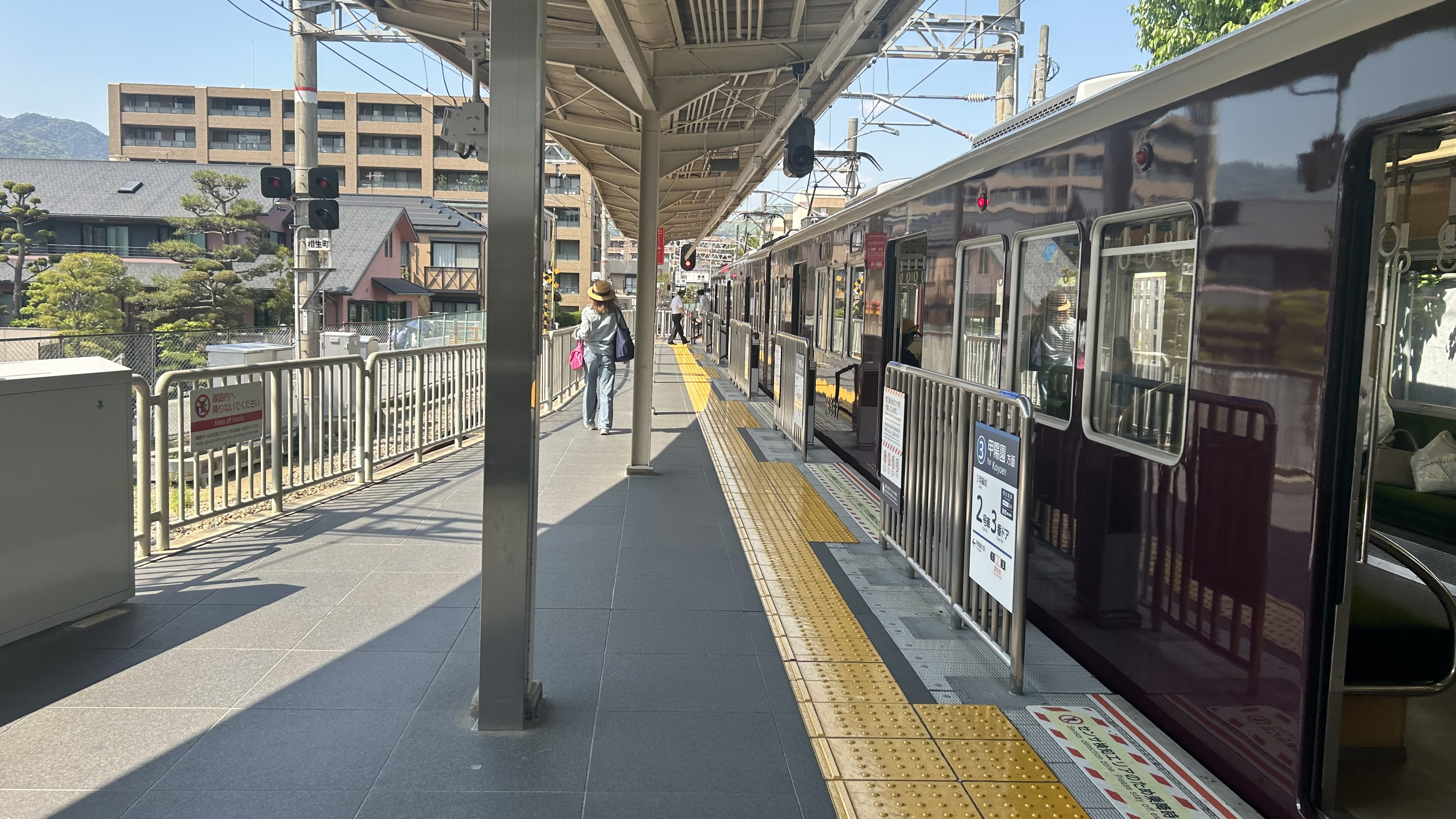
고요 선 승강장
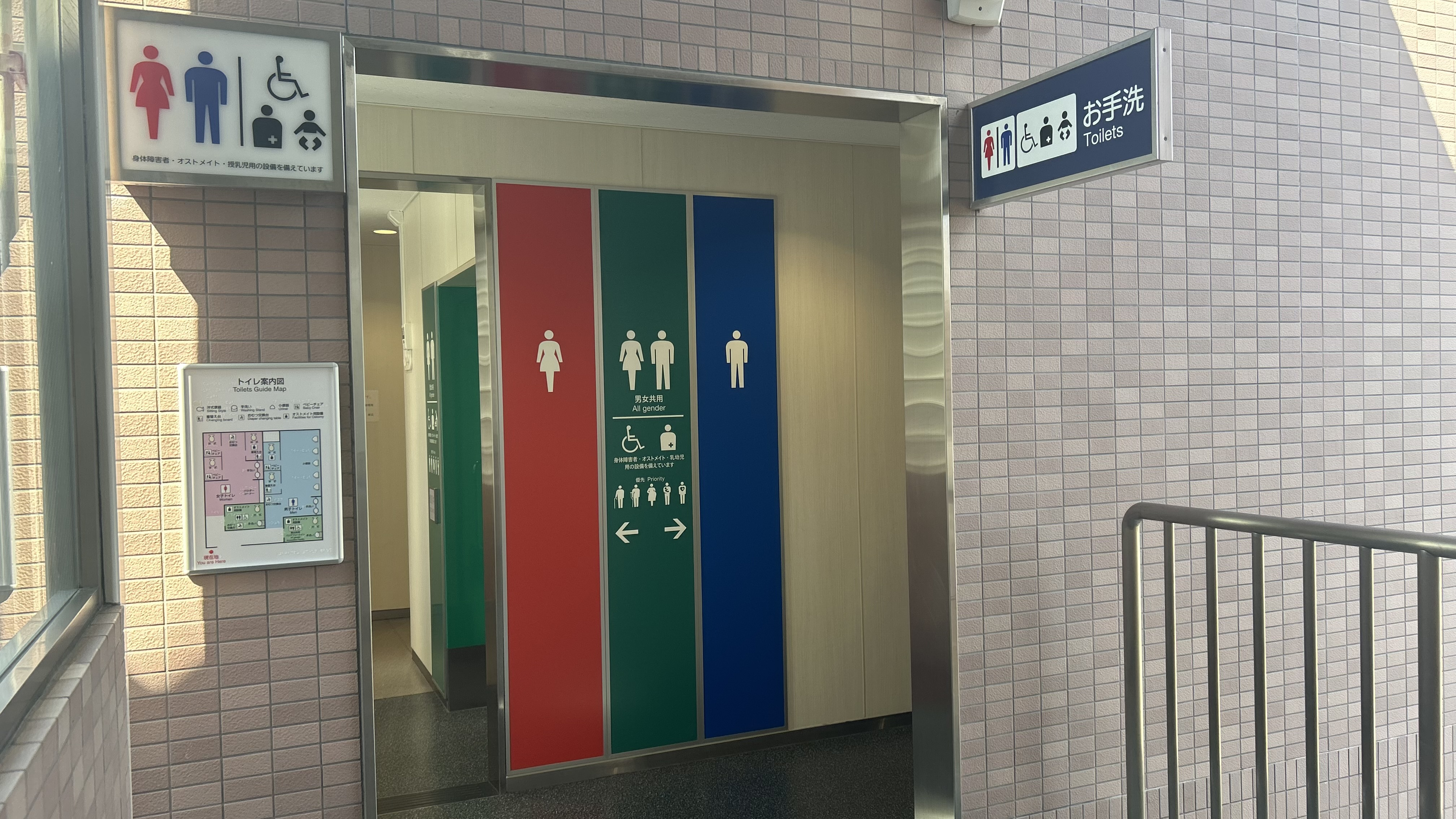
화장실
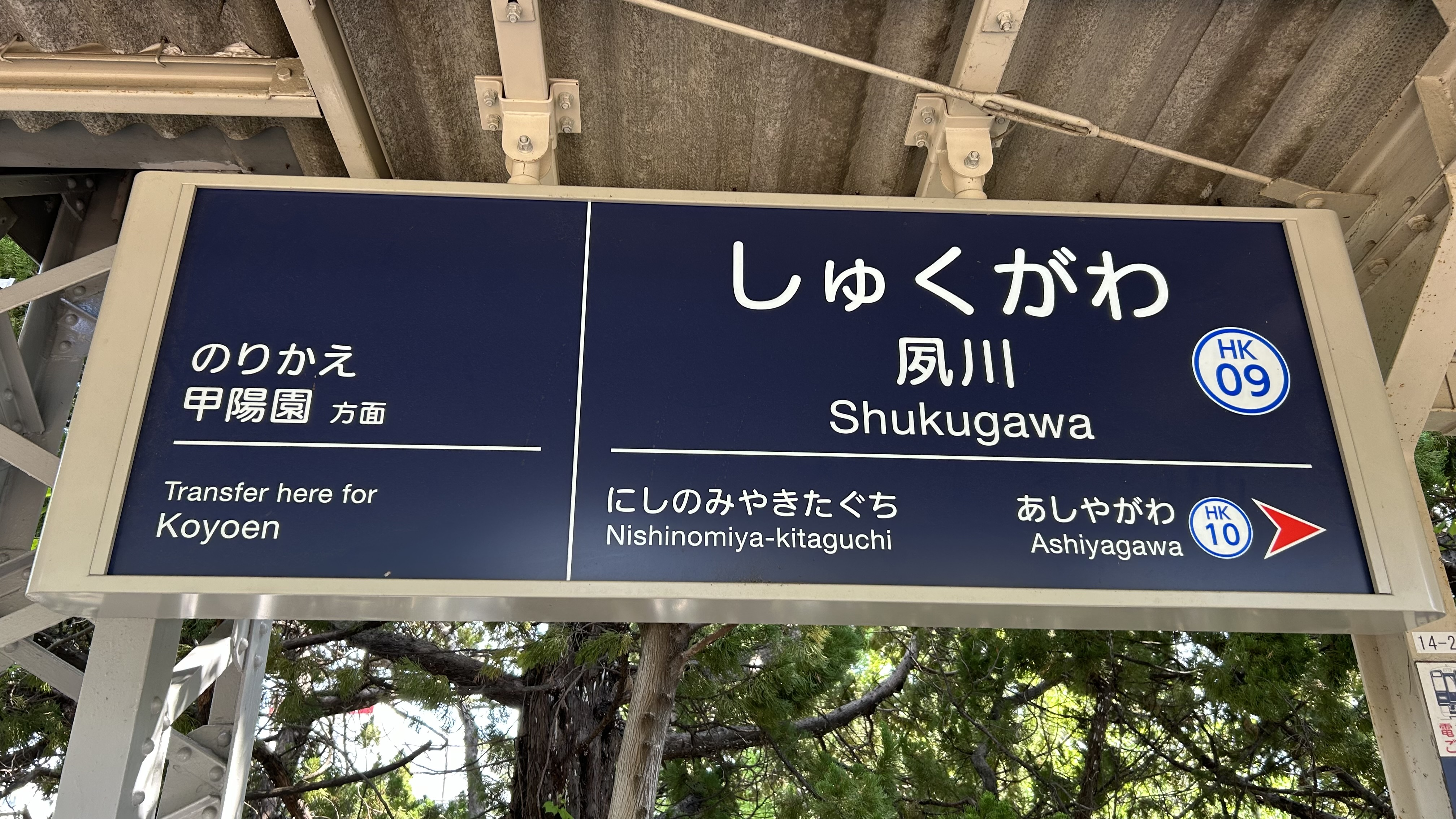
고베 본선 역명판
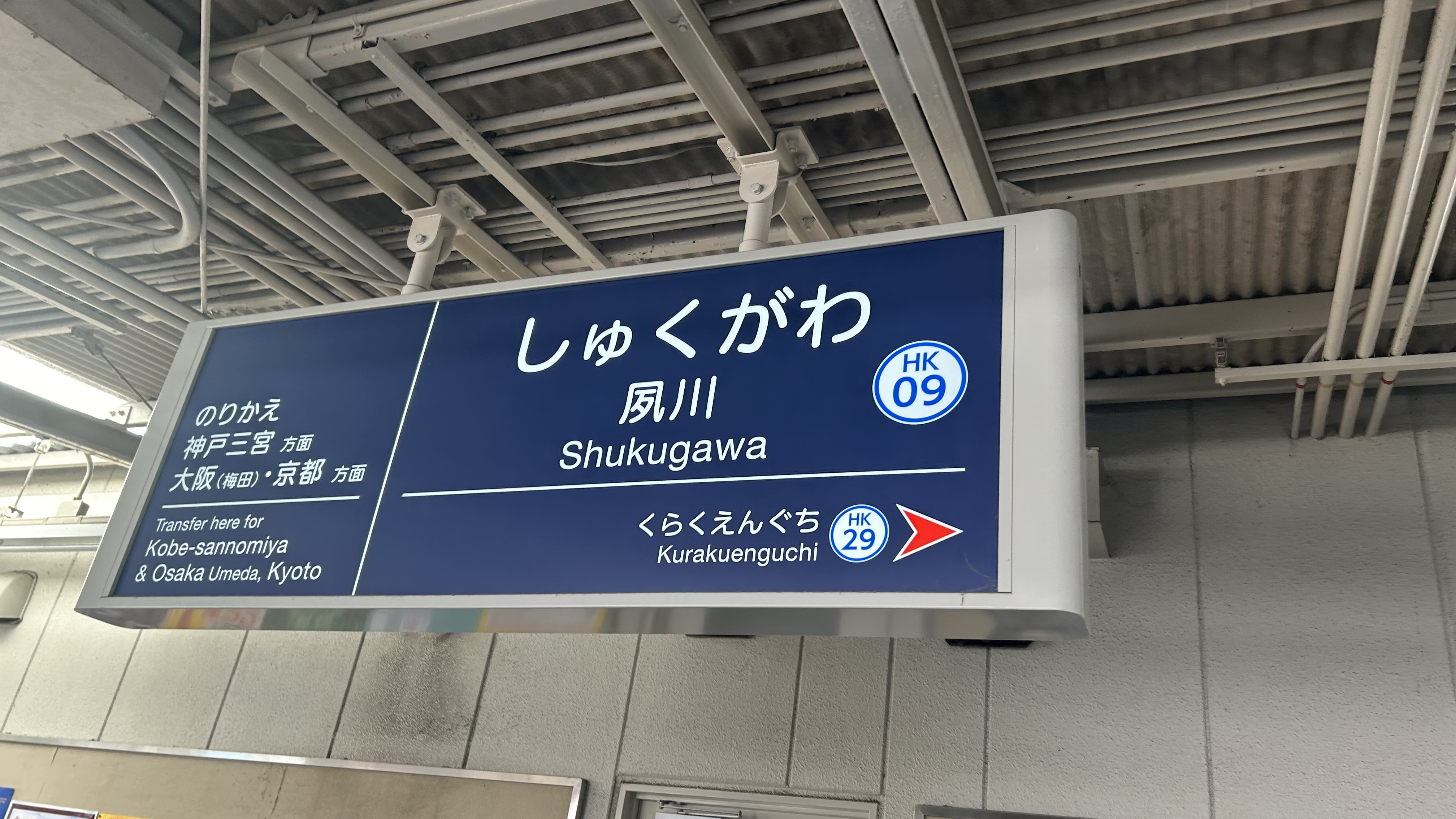
고요 선 역명판

## 역 주변
다니자키 준이치로가 마쓰코 여사와 만난 네즈가의 저택이 위치한 것으로 알려지면서 고급 주택가가 연속된 한신 구간 중에서도 굴지의 저택 거리로서 유명하다. 특히, 역의 북서쪽에는 대저택이 즐비한 환경이 매우 좋다. 역에서 도보 5분 거리의 언덕 위에는 엔도 슈사쿠가 세례를 받은 것으로도 알려진 가톨릭 오사카 대교구의 옛 카테도 라루(주교좌 성당), 천주교 슈쿠가와 교회 성 테레지아 대성당이 있다. 이 대성당은 코레 기움・무지쿰・텔레만의 본거지로 간사이에 있어서의 바로크 음악, 음악의 메카이다.
남쪽 개찰구의 동쪽에는 "슈쿠가와 한큐 빌딩"이라는 5층 건물이 있었지만 한신・아와지 대지진으로 무너지고 해체되었다.
- 슈쿠 강 - 역 남쪽에 수위 관측소가 있다.
- 슈쿠가와 공원
- 슈쿠가와 벚꽃 길
- 슈쿠가와 오아시스 로드
- 가톨릭 슈쿠가와 교회
- 슈쿠가와 그린 타운
- 니시노미야 시립 슈쿠가와 마을 회관 - 역 남쪽, 호수 위에 지어졌다. 마을 회관 앞에는 가타호코 다리가 슈쿠 강에 받치고 있다.
- 슈쿠가와 연명 지장보살 - 슈쿠가와 마을 회관 바로 옆에 있다.
- 슈쿠가와 관측소 - 효고 현이 설치한 하천의 수위 관측소로 가타호코 다리 바로 옆에 있다.
- 니시노미야 슈쿠가와 우체국
- 니시노미야 다도인실 우편국
- 신마 고고 자료관
- 오테마에 대학(사쿠라슈쿠가와 캠퍼스)
  - 오테마에 아트 센터
- 서일본여객철도(JR 서일본) 도카이도 본선(JR 고베 선) 사쿠라슈쿠가와역
- 한신 본선 고로엔 역
- 야마테 간선

## 버스 노선

### 역 앞 로터리
한신버스가 운행한다. 정류장 이름은 ‘한큐 슈쿠가와’.
| 승강장 | 노선     | 목적지         | 비고            |
| ------ | -------- | -------------- | --------------- |
| 1      | 주린지선 | 7-1: 서쪽 방향 | 저녁 2병만 제공 |

### 야마노테 간선상
미나토 관광버스가 들어온다. 정류장 이름은 '슈쿠가와 그린타운'이다.
| 승강장    | 노선    | 목적지         | 비고                                 |
| --------- | ------- | -------------- | ------------------------------------ |
| 산간 서행 | 125계통 | JR 고난 야마테 | JR고난야마테에서 무료 환승 제도 있음 |

## 사진

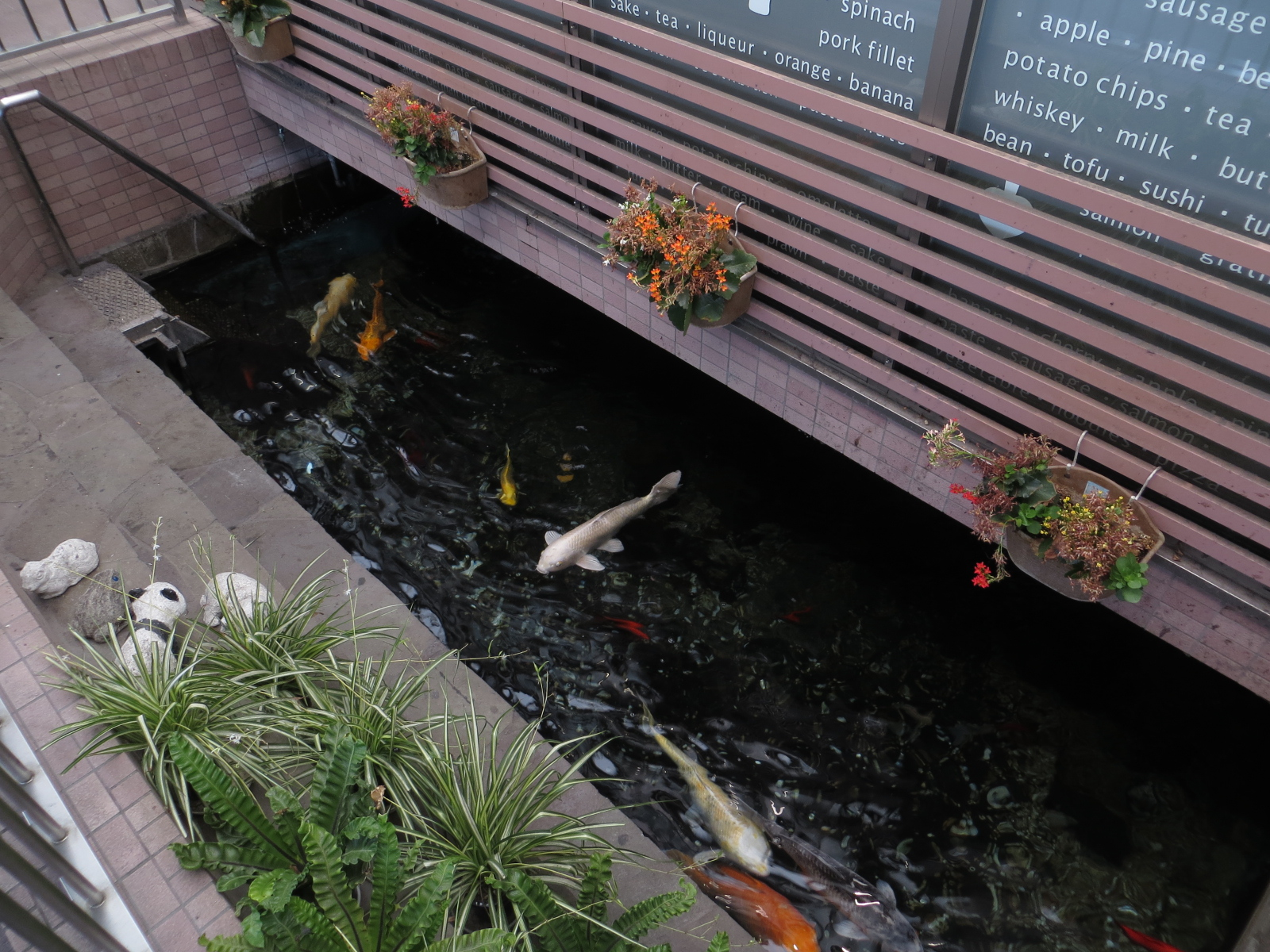
역 내 연못

## 인접역
| 한큐 전철 ■ 고베 본선                | 한큐 전철 ■ 고베 본선                            | 한큐 전철 ■ 고베 본선          |
| ------------------------------------ | ------------------------------------------------ | ------------------------------ |
| HK-08 니시노미야키타구치 우메다 방면 | ■ 특급 ■ 통근특급 ■ 직통특급 "아타고" ■ 쾌속급행 | 오카모토 HK-11 신카이치 방면   |
| HK-08 니시노미야키타구치 우메다 방면 | ■ 급행 ■ 통근급행 ■ 보통                         | 아시야가와 HK-10 신카이치 방면 |
| 한큐 전철 ■ 고요 선                  |                                                  |                                |
| 시·종착역                            |                                                  | 쿠라쿠엔구치 HK-29 고요엔 방면 |

- 직통특급 "아타고"는 봄, 가을의 행락 시즌에만 운행된다.
- 전전에는 설날 기간이 되면, 니시노미야 신사의 근처역으로 니시노미야에비스 임시역이 옆의 니시노미야키타구치 역 사이에 설치된 적이 있었다.